# ヘルベルト・バッケ
ヘルベルト・フリードリヒ・ヴィルヘルム・バッケ（Herbert Friedrich Wilhelm Backe, 1896年5月1日 - 1947年4月6日）は、ドイツ国の政治家。ヒトラー内閣の食糧相をつとめた。親衛隊 (SS) の将軍でもあり、最終階級は親衛隊大将 (SS-Obergruppenführer)。

## 略歴

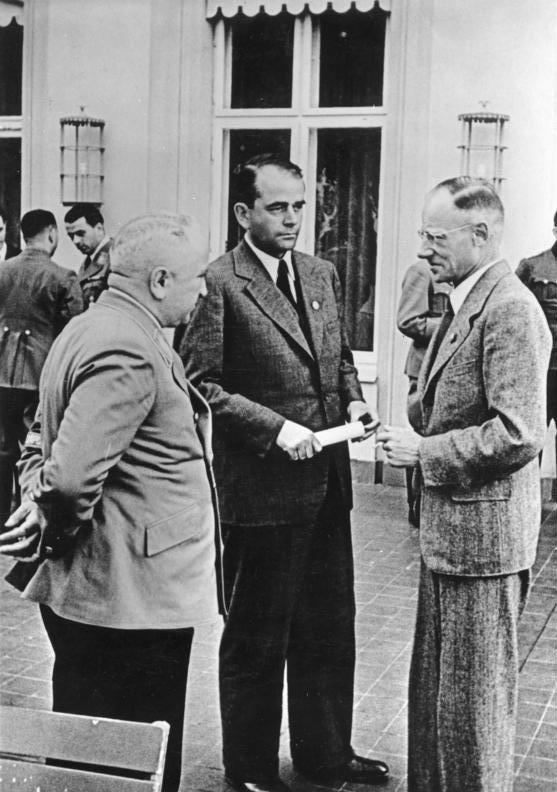
1942年のバッケ（右）。左はロベルト・ライ、中央はアルベルト・シュペーア。

当時ロシア帝国領であったグルジアのバトゥミにドイツ人実業家アルブレヒト・バッケ（Albrecht Backe）の次男として生まれた。五人兄弟で兄が一人、姉妹が三人いた。父アルブレヒトは1907年に自殺している。
1902年から1905年にかけてチフリス（現トビリシ）にあったドイツ人の福音教会学校に入学し、さらに1905年から1914年にかけてはロシア人の学校で学んでいたが、1914年に第一次世界大戦がはじまり、ドイツ帝国とロシア帝国が開戦すると敵性住民のプロイセン住民として捕虜収容所に入れられた。ロシア革命でロシアの帝政が崩壊した後、ウラジーミル・レーニンの率いるボルシェヴィキ政府は1918年3月にドイツとブレスト＝リトフスク条約を結んでロシアを戦争から離脱させた。そのためプロイセン住民は敵性住民から解除されて、バッケも1918年4月には釈放された。ロシア革命の混乱から逃れるため、1918年6月にはサンクトペテルブルクのスウェーデン赤十字社の助けを借りて父祖の国ドイツへ帰国し、ドイツ軍に志願兵として入隊したが、前線には出なかった。
戦後の1919年にアビトゥーアに合格して、1920年から1923年までゲッティンゲン大学で農業を学んだ。その後1924年から1927年にかけてハノーファーの工科単科大学（de:Technische Hochschule）で地理学を学んだ。大学を卒業した後、ポメラニアの農場の管理人として働き、さらに1928年からはハノーファーで土地を借りて農場を営む小作農となった。1928年10月26日にウルスラ・カール（Ursula Kahl）と結婚した。彼女との間に三人の息子と一人の娘を儲けた。
大学在学中の1922年冬から1923年8月にかけて国家社会主義ドイツ労働者党（公式略称NSDAP, 蔑称ナチス党）の武装組織突撃隊 (SA) に入隊してその活動に参加していた。工科単科大学在学中の1925年12月1日にNSDAPに入党している（党員番号87,882）。1926年11月24日に一度離党したが、農場を運営していた1930年頃に再びNSDAPの活動に接触するようになり、1931年10月1日に再入党している。
入党後、バッケは経歴を生かし党の農民の指導者として頭角を現した。党が政権を取った後の1933年10月27日からリヒャルト・ヴァルター・ダレ食糧相の下で食糧省次官（de:Staatssekretär）の職に任じられた。しかし彼はテクノクラートであり、ダレの提唱する『血と土』イデオロギーを歯牙にもかけていなかった。
1933年10月1日に親衛隊に少佐階級で迎えられた（隊員番号22,766）。隊内では親衛隊人種及び移住本部に配属されている。バッケは「食糧独裁者」とも評されるほどの権力を持っており、食糧政策を一手に担っていた。1941年にはドイツに食糧不足の危機があるとアドルフ・ヒトラー総統に進言し、5月には四カ年計画庁とともに報告書を提出した。その中には戦争遂行のためにはソビエト連邦の占領域において食糧を収奪する必要があり、結果的に数百万人のスラブ人が餓死するであろうという見積もりであった。このバッケの計画は「飢餓計画」と評されている。ドイツの食糧確保が最優先であり、スラブ人の餓死は考慮の対象外であるという考えはヘルマン・ゲーリングやハインリヒ・ヒムラーといったナチ高官も同認識であった
1942年にダレが病気療養のため、食糧相を休職させられるとバッケが代わって食糧相職務代理に就任し、1944年4月1日には正式に食糧相に就任した。
ヒトラー自殺後のカール・デーニッツ大統領のフレンスブルク政府でも食糧相に留任したが、まもなくバッケを含むデーニッツ政権の面々は連合軍により逮捕された。バッケはニュルンベルク継続裁判にかけられることになったが、1947年4月6日に収監されていたニュルンベルク留置場において首をつって自殺した。

## 人物
- 身長は175センチだった[4]。
- 信仰はもともとプロテスタントだったが、1942年に親衛隊の方針に従ってキリスト教会を離れた[4]。

## キャリア

### 親衛隊階級
- 1933年10月1日、親衛隊少佐（SS-Sturmbannführer）
- 1934年4月4日、親衛隊中佐（SS-Obersturmbannführer）
- 1934年4月24日、親衛隊大佐（SS-Standartenführer）
- 1934年8月28日、親衛隊上級大佐（SS-Oberführer）
- 1935年1月1日、親衛隊少将（SS-Brigadeführer）
- 1938年1月30日、親衛隊中将（SS-gruppenführer）
- 1942年11月9日、親衛隊大将（SS-Obergruppenführer）[1]

### 受章
- 戦功十字章
  - 二級（剣無し）
  - 一級（剣無し）
- 黄金ナチ党員バッジ
- ナチ党勤続章 (Dienstauszeichnung der NSDAP)
  - 銅章
  - 銀章
- 親衛隊勤続章 (SS-Dienstauszeichnung)
- 親衛隊全国指導者名誉長剣
- 親衛隊髑髏リング
- 1938年3月13日記念メダル
- 1938年10月1日記念メダル
- SAスポーツ勲章（SA-Sportabzeichen）
  - 銅章
- オリンピック名誉勲章（Olympia-Ehrenzeichen）
  - 一級オリンピック名誉勲章（1936年受章）
- イタリア王冠勲章（イタリア王国勲章）（it:Ordine della Corona d'Italia）
  - 大将校章
- 聖マウリッツィオ・ラザロ勲章（イタリア王国勲章）
  - 大将校章[4]